# The Rocky Mountains, Lander's Peak
The Rocky Mountains, Lander's Peak est un tableau de paysage réalisé en 1863 par Albert Bierstadt à la peinture à l'huile. Il est conservé au Metropolitan Museum of Art à New York.